# Voetbalkampioenschap van Saale 1917/18
In 1917/18 werd het elfde voetbalkampioenschap van Saale gespeeld, dat georganiseerd werd door de Midden-Duitse voetbalbond. Hallescher FC 96 werd kampioen en plaatste zich voor de Midden-Duitse eindronde. De club versloeg FC Germania Halberstadt (met 10:1), Magdeburger FC Viktoria 1896 en 1. SV Jena. In de finale verloor de club van VfB Leipzig.

## 1. Klasse
| Plaats | Club                      | Wed.           | W              | G              | V              | Saldo          | Ptn.           |
| ------ | ------------------------- | -------------- | -------------- | -------------- | -------------- | -------------- | -------------- |
| 1.     | Hallescher FC 1896        | 10             | 10             | 0              | 0              | 49:12          | 20:0           |
| 2.     | Hallescher BC Borussia 02 | 10             | 6              | 2              | 2              | 23:18          | 14:06          |
| 3.     | Hallescher FC Wacker 1900 | 10             | 4              | 2              | 4              | 25:22          | 10:10          |
| 4.     | FC Hohenzollern Halle     | 10             | 3              | 1              | 6              | 13:27          | 07:13          |
| 5.     | FV Sportfreunde Halle     | 10             | 2              | 1              | 7              | 20:36          | 05:15          |
| 6.     | SV Favorit Halle          | 10             | 1              | 2              | 7              | 17:32          | 04:16          |
| 7.     | FK Minerva Halle          | Teruggetrokken | Teruggetrokken | Teruggetrokken | Teruggetrokken | Teruggetrokken | Teruggetrokken |

FV Favorit Diemitz, dat zichzelf in 1916 ontbonden had, werd in de zomer van 1917 heropgericht als SV Favorit Halle. De spelers, die onderdak gevonden hadden bij de Sportfreunde, keerden terug naar hun oude club.
|  | Kampioen, geplaatst voor de Midden-Duitse eindronde |
|  | Trok zich voor de competitiestart terug             |